# Rạch Giồng Ông Tố

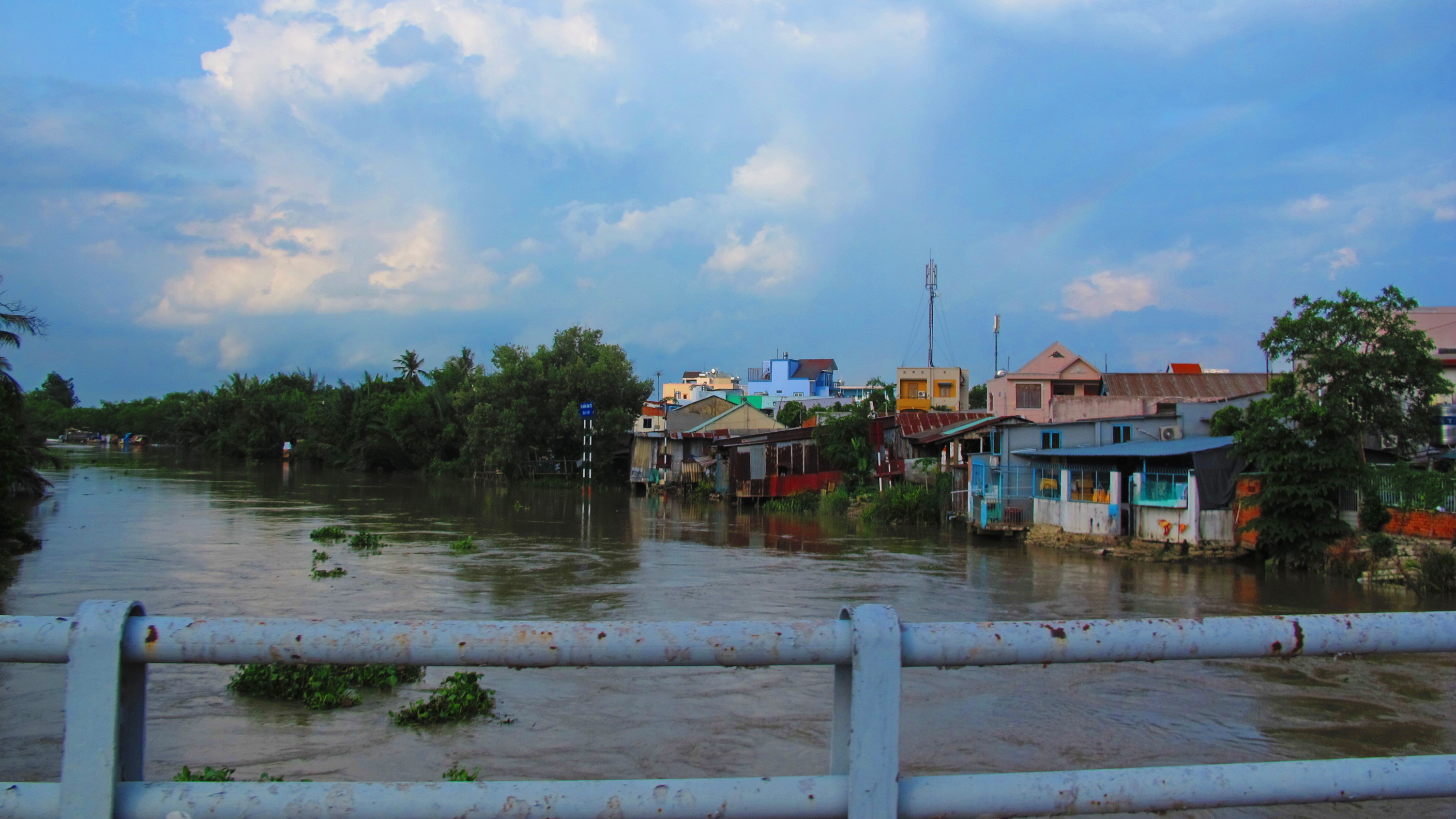
Rạch Giồng Ông Tố nhìn từ cầu Giồng Ông Tố trên đường Nguyễn Thị Định

Rạch Giồng Ông Tố là một con rạch đổ ra sông Sài Gòn tại thành phố Thủ Đức, Thành phố Hồ Chí Minh.
Rạch Giồng Ông Tố dài 3,1 km, có điểm đầu tại ngã ba nơi giao với rạch Đồng Trong  và điểm cuối là ngã ba nơi giao với sông Sài Gòn. Rạch là ranh giới tự nhiên giữa các phường An Phú, An Khánh với phường Bình Trưng Tây.
Các cây cầu bắc qua sông: cầu Giồng Ông Tố, cầu Giồng Ông Tố 2, cầu qua đảo Kim Cương.

### Đảo Kim Cương
Tại vị trí cách cửa sông gần 600 m, rạch Giồng Ông Tố có một nhánh sông tách ra, chảy vào địa phận phường Bình Trưng Tây và đổ ra sông Sài Gòn. Vùng đất giữa nhánh sông này và nhánh chính của rạch Giồng Ông Tố là một cù lao có tên là đảo Kim Cương. Hiện nay, nơi đây đã được xây dựng thành một khu căn hộ cao cấp.